# Arrancacepas
Arrancacepas è un comune spagnolo di 34 abitanti situato nella comunità autonoma di Castiglia-La Mancia.